# シナリ・ラトゥ
シナリ・ラトゥ（Sinali Latu, 1965年8月22日 - ）は、トンガ生まれの元ラグビー選手。日本、トンガの2カ国で代表を経験した。日本代表でのキャップ数は32。NPO法人日本トンガ友好協会代表。日本に帰化後の本名はラトゥ ウィリアム志南利（ラトゥ ウィリアムしなり）。

## プロフィール
- ポジションはナンバーエイト（No.8）、フランカー（FL）
- 現役時代のサイズは、184cm 98kg。
- 愛称はビル。
- 息子のラトゥクルーガーもラグビー選手。父と同様に大東文化大学を卒業し、三洋電機の後身であるパナソニックワイルドナイツに加入。現在は三菱重工相模原ダイナボアーズ所属。

## 経歴
1965年、6人兄弟の長男として生まれる。12歳からラグビーを始める。出身地・トンガの高校時代のポジションはセンターで、トンガ代表にも選出され代表キャップも獲得した。
1985年に来日して大東文化大学に留学、同校の2度の大学選手権優勝に貢献した。
彼のパワフルなプレーは非常にインパクトが強く社会的に話題となったほか、同校先輩のホポイ・タイオネ、ノフォムリ・タウモエフォラウに続いて日本ラグビーの発展に貢献。また他校や社会人チームの外国人選手の補強に大きく道を開くこととなった。
卒業後三洋電機に入社。同社ラグビー部の自由の象徴、重量級フォワードの核として活躍し、主将も務めた。
日本代表には大学在学中から選ばれ、フォワードの要として君臨、初めてスコットランド代表を破った試合でも試合の流れを引き寄せる劇的なタックルを極めるなど、攻守にわたって活躍した。W杯にも1987年の第1回大会から3回連続して出場。
その後帰化したのち結婚。三洋電機ラグビー部コーチを要請され現役引退。
2002年、大東文化大学ラグビー部監督に就任。2008年度まで7年間指揮を執った。
2013年、大東文化大学ラグビー部アドバイザーに就任。
2021年5月、NPO法人 日本トンガ友好協会を発足し、代表となる。同年10月、パナソニックを56歳で早期退職。
2022年6月、ジャパンラグビーチャリティーマッチ2022で、トンガ出身またはトンガにルーツを持つ選手から構成されたチームTONGA SAMURAI XVの監督を務めた。